# ジョン・ブライト
ジョン・ブライト（英語: John Bright、1811年11月16日 - 1889年3月27日）は、イギリスの政治家。
自由主義者の中でも急進派に属する政治家であり、リチャード・コブデンとともに反穀物法同盟の代表的人物として知られる。自由貿易の拡大や選挙権の拡大を目指し、帝国主義政策に批判的であった。

## 経歴

### 生い立ち
1811年11月6日、イングランド・ランカシャー・ロッチデールに綿紡績業者の息子として生まれる。ブライト家は非国教徒（国教会以外のプロテスタント）のクエーカー教徒の一家であり、ジョンもクエーカー教徒となった。
はじめロッチデール市長の経営する学校で学んでいたが、1822年にアクワースにある友達学校（クエーカー教徒の学校）、1823年にヨークにある学校、1825年にランカシャー・ニュートンにある学校へ転校した。
その後、16歳になると父の所有する繊維工場の仕事に参加するようになった。

### 自由貿易運動
同じマンチェスターの産業資本家である自由主義者リチャード・コブデンと盟友になり、1838年にはコブデンとともにマンチェスターにおいて穀物法の廃止を目指す「マンチェスター反穀物法同盟」を結成した。この組織はマンチェスター以外にも急速に広がっていき、1839年には反穀物法同盟が結成された。彼らは穀物関税を無くせば生活費が安くなり、さらに国際貿易にも勝つことができると訴えた。1842年にはロバート・ピール内閣通商庁副長官ウィリアム・グラッドストンのもとに関税廃止を求めるランカシャー陳情団の一員として派遣された。
1843年4月にシティ・オブ・ダーラム選挙区の補欠選挙に当選して庶民院議員となる。議会内では急進派に属し、また「マンチェスター学派」と呼ばれた。マンチェスター学派の自由貿易推進運動の尽力あって1846年には穀物法が廃止された。穀物法廃止後も更なる自由貿易を求めて活動した。

### 反戦運動
反戦活動家でもあり、クリミア戦争に反対し、また首相パーマストン子爵が開始したアロー戦争にもコブデンとともに反対したが、アロー戦争の是非をめぐって行われた1857年の解散総選挙では中産階級の有権者の反発を買ってマンチェスター選挙区において落選した。
代わりにバーミンガム選挙区から当選したが、これをきっかけに彼は支持基盤を非国教徒中産階級から労働者階級上層部（熟練労働者層）へ移していくようになった。
こうした背景から1858年から1867年にかけて彼は選挙権を労働者階級上層へ広げる選挙法改正運動に熱心に取り組むようになった。

### 自由党議員に
1859年には急進派のリーダーとして、ホイッグ党やピール派とともに自由党を結成する決断をした。以降急進派は自由党左派勢力となった。
1861年に起こったアメリカ南北戦争をめぐっては奴隷制廃止を掲げる北部を「民主主義に敵い、道徳的原理に適合している」として強く支持し、一方南部については「奴隷を酷使して綿花を生産している寡頭政治」と批判した。トレント号事件をめぐってイギリス世論が北部に批判的になった際にも北部を擁護した。

### 選挙法改正運動
1866年にラッセル伯爵内閣庶民院院内総務グラッドストンが庶民院に提出した選挙法改正法案に協力した。強硬な選挙法改正賛成論者として政府の意図とは別に選挙権拡大は議席再配分とともにではなく、単独で行うべきことを訴えた（議席再配分は選挙法改正後の議会でやった方が革新派に有利なため）。しかし結局この選挙法改正はロバート・ローら自由党内反対派によって挫折し、ラッセル伯爵内閣は総辞職した。保守党政権ダービー伯爵内閣に政権交代したが、これには国民の失望が激しく、各地で禁止命令を無視した集会やデモ、選挙法改正反対派の政治家の邸宅の不法占拠など暴動が多発した。ブライトも1867年の会期を前にした1866年12月のロンドンでの集会において「次の会期でローのような反動が再び起これば、偉大なる国民的義勇軍の武装など容易である」と宣言し、内乱が起こる可能性を示唆した。これに恐れおののいた保守党政権は庶民院院内総務ディズレーリの主導で第二次選挙法改正を行い、労働者上層に選挙権を広げた。

### 閣僚として

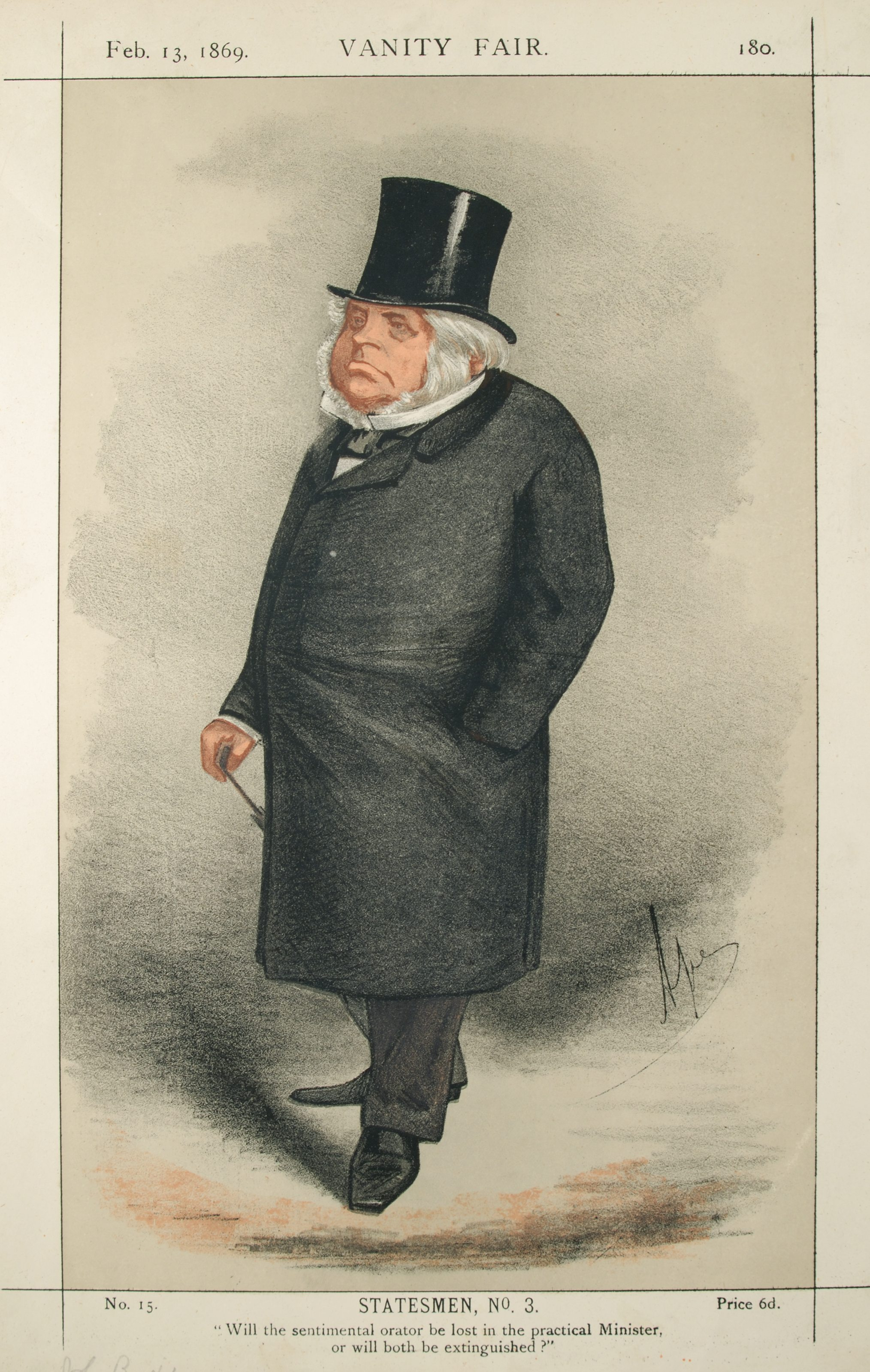
1869年2月13日の『バニティ・フェア』誌に描かれたブライト。

57歳の時の1868年12月、第1次グラッドストン内閣に通商庁長官として初入閣した。彼がはじめて議会の大臣席に腰かけた際には保守党議員たちから嘲笑が起こったという。病気により1870年に退任したが、その後1873年から1874年にかけてランカスター公領大臣として入閣した。
第1次グラッドストン内閣下野後の野党期には第2次ディズレーリ内閣の帝国主義政策を批判し、1879年10月25日にはマンチェスターにおいて「それ（保守党の帝国主義）は我々民衆に血を流させ、我らの財貨を浪費し、我らに重税を課し、地球上の全地域に戦争の危機をもたらしているのである」と演説した。
1880年に第2次グラッドストン内閣が発足すると再びランカスター公領担当大臣として入閣した。しかしエジプトで起こったオラービー革命に対してグラッドストン内閣が帝国主義的な武力介入を行ったため、これに反発して1882年7月に辞職した。

### 晩年と死去
19世紀終わり頃から登場し始めた新たな革新勢力である社会主義とは距離を取り、一切の関わりを持たなかった。
1886年の第三次グラッドストン内閣のアイルランド自治法案には反対し、チェンバレンら自由党内同法案反対派（自由統一党）の勢力に参加した。
1889年3月27日に死去。ロッチデールのクエーカー教徒の墓地に埋葬された。
- マンチェスター・アルバート広場（英語版）にあるブライト像（アルバート・ブルース＝ジョイ作製）。
- バーミンガム美術館にあるブライトの像（アルバート・ブルース＝ジョイ作製）。

## 人物

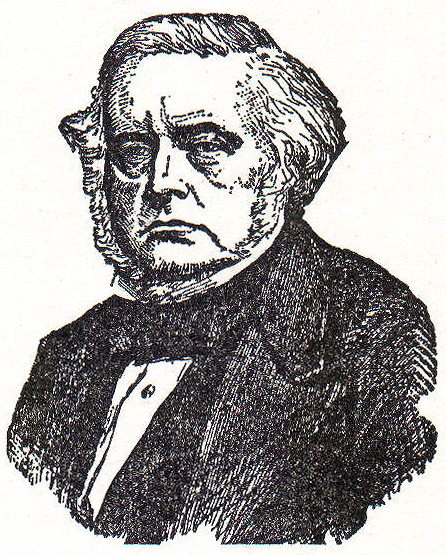
ブライトのポートレート

ブライトとコブデンは、産業革命という社会変化に応じてイギリスの制度を変革させることを目指した「第二のイギリス革命」のリーダーとも言うべき人物であった。二人によれば、1690年（名誉革命）以降のイギリスは「純然たる貴族政府」「その時代はほとんど全て戦争の時代、それも無益な戦争の時代」だったという。これを改善するカギこそが自由貿易であり、自由貿易で各国が結合し、国際分業体制が確立されれば必然的に戦争は消えると考えていた。そして自らの独占と特権を維持するためにこれを妨害している者が貴族階級であり、その独占の代表格こそが保護貿易であり穀物法であると考えていた。
ブライトは貴族制度を敵視したが、君主制に対しては要求はなく、したがって共和主義者ではなかった。ブライトは自伝の中で「私は『廷臣』ではないが、伝統ある君主制を尊重することができたし、君主制がスポイルしなかった君主個人を尊敬することも、否、崇拝することもできたし、そして常に深い悲しみのうちにある女王に深い共感を持つことができたのである」と書いている。実際ブライトはヴィクトリア女王の引見を受けた際に女王と打ち解けた様子であったという。
ブライトは下層民を貴族階級に有効に対抗させるため、社会福祉政策には反対した。下層民が国家からの受益者になれば、彼らはその瞬間に国家と階級制度を是認したことになるためだという。

## 家族
1839年にジョナサン・プリーストマン（Jonathan Priestman）の娘エリザベスと結婚し、彼女との間に一女を儲けたが、1841年にエリザベスと死別する。
1847年にマーガレット・エリザベス・リーザム（Margaret Elizabeth Leatham）と再婚。彼女はウェイクフィールドに近いヒース（Heath）の銀行家ウィリアム・リーザムの娘だった。彼女との間に4人の息子と3人の娘を儲けた。長男ジョン・アルバート・ブライトと次男ウィリアム・リーザム・ブライトは庶民院議員となっている。マーガレットとは1878年に死別した。
弟であるジェイコブ・ブライトも庶民院議員だった。